# スキャンダル 託された秘密
『スキャンダル 託された秘密』（原題:Scandal、スキャンダルとも）は、アメリカ合衆国のポリティカル・スリラーテレビドラマである。ションダ・ライムズが企画し、ABCで2012年4月5日に放送が始まり、2018年4月19日にシーズン7をもって終了した。
ケリー・ワシントンが演じるオリヴィア・ポープのモデルは、かつてジョージ・H・W・ブッシュの補佐官であり、本作のエグゼクティブプロデューサーを務めるジュディ・スミスである。

## ストーリー
元ホワイトハウス広報のオリヴィア・ポープ（ケリー・ワシントン）が国のエリートたちのパブリックイメージを守るため、スキャンダル封じに奔走する。

## 登場人物

### オリヴィア・ポープ&アソシエイツ
オリヴィア・ポープ
演 - ケリー・ワシントン、日本語吹替 - 皆川純子
このドラマの主人公で、「オリヴィア・ポープ&アソシエイツ」の代表者。元ホワイトハウス広報部長で優秀なフィクサー。
ハリソン・ライト
演 - コロンバス・ショート、日本語吹替 - 板倉光隆
オリヴィア・ポープ&アソシエイツに所属する弁護士。オリヴィアに対しては忠実で、アビーとは兄妹のような関係。
アビー・ウェラン
演 - ダービー・スタンチフィールド、日本語吹替 - 恒松あゆみ
調査担当。ドメスティックバイオレンスにあっていたがオリヴィアに助けられた。
ハック
演 - ギレルモ・ディアス、日本語吹替 - 加藤拓二
かつてCIAに在籍していた経験を活かして、事務所内では敏腕ハッカーとして活躍している。元B613のエージェント。
クイン・パーキンス
演 - ケイティ・ロウズ、日本語吹替 - 山根舞
本名はリンジー・ドワイヤー。オリヴィア・ポープ&アソシエイツに新しく入ってきた弁護士。
スティーヴン・フィンチ
演 - ヘンリー・イアン・キュージック、日本語吹替 - 宮本充
オリヴィア・ポープ&アソシエイツで訴訟や論証を扱う弁護士。のちに恋人との婚約に踏み切り、事務所を辞める。
マーカス・ウォーカー
演 - コーネリアス・スミス・Jr.、日本語吹替 - 白熊寛嗣
シーズン5より登場。クインに誘われる形で広報担当として事務所の一員になった。

### ホワイトハウス関係者
フィッツジェラルド・グラント
演 - トニー・ゴールドウィン、日本語吹替 - 加藤亮夫
アメリカ合衆国大統領。共和党で元カリフォルニア州知事。妻帯者だが、オリヴィアとよりを戻したいと考えている。
サイラス・ビーン
演 - ジェフ・ペリー、日本語吹替 - 外谷勝由
大統領首席補佐官。目的のためなら手段を選ばない野心家。ゲイでジェームズというパートナーと暮らしている。オリヴィアの恩師。
メリー・グラント
演 - ベラミー・ヤング、日本語吹替 - 加藤有生子
大統領夫人。元弁護士で策略家。
サリー・ラングストン
演 - ケイト・バートン、日本語吹替 - 槇原千夏
副大統領。敬虔なクリスチャンでグラント陣営を快く思っていない。大統領予備選でフィッツと党代表の座を争った。
ビリー・チェンバース
演 - マット・レッシャー、日本語吹替 - 徳本英一郎
副大統領の首席補佐官。フィッツを失脚させサリーを大統領の座につけようと策を巡らせる。
エディソン・デイヴィス
演 - ノーム・ルイス、日本語吹替 - 北田理道
オリヴィアの元恋人。民主党。上院情報委員会のメンバー。
トム・ラーセン
演 - ブライアン・レツシャー、日本語吹替 - 山本兼平
シークレットサービス。
エリザベス・ノース
演 - ポーシャ・デ・ロッシ、日本語吹替 - 朴璐美
シーズン4より登場。

### B613
CIAの支部。表向きは存在しない秘密部隊。エージェントは特殊な訓練を受けた凄腕揃いで拷問にも屈しない。
ローワン・ポープ
演 - ジョー・モートン、日本語吹替 - 藤本譲（シーズン2 - シーズン4）→木村雅史（シーズン5 - シーズン7）
B613の司令官。オリヴィアの父親。表向きはスミソニアン博物館のチーフ・キュレーター。
ジェイク・バラード
演 - スコット・フォーリー、日本語吹替 - 置鮎龍太郎
統合参謀本部の諜報部門に勤める大尉→大佐。
チャーリー
演 - ジョージ・ニューバーン、日本語吹替 - 荒井勇樹
元エージェント。ハックを鍛えた。現在はフリーランスで仕事を請け負っている。甘党。

### その他
デイヴィッド・ローゼン
演 - ジョシュア・マリーナ、日本語吹替 - 遠藤大智
検事補→検事。オリヴィアのライバルにして相談相手。
ジェームズ・ノヴァック
演 - ダン・ブカティンスキー、日本語吹替 - あべそういち
サイラスのパートナー。記者。
ホリス・ドイル
演 - グレッグ・ヘンリー、日本語吹替 - 増山浩一
石油王。強欲で邪魔者の排除には強引な手も辞さない。フィッツの後援者。
ヴェルナ・ソーントン
演 - デブラ・ムーニー、日本語吹替 - 真山亜子
最高裁判事。末期ガンに冒されている。フィッツの支持者。
マヤ・ルイス
演 - カンディ・アレキサンダー、日本語吹替 - 弥永和子（シーズン3）→一条みゆ希（シーズン4）
オリヴィアの母親。
サミュエル・レストン
演 - トム・アマンデス、日本語吹替 - 塾一久
メリーランド州知事。民主党。大統領選でフィッツと戦った。
ジェリー・グラント
演 - バリー・ボストウィック、日本語吹替 - 糸博
フィッツの父親。元上院議員。作中では既に故人。

## エピソード一覧
| シーズン | シーズン | エピソード | 米国での放送日               | 米国での放送日               |
| シーズン | シーズン | エピソード | 初回                         | 最終回                       |
| -------- | -------- | ---------- | ---------------------------- | ---------------------------- |
|          | 1        | 7          | 2012年4月5日                 | 2012年5月17日                |
|          | 2        | 22         | 2012年9月27日                | 2013年5月16日                |
|          | 3        | 18         | 2013年10月3日                | 2014年4月17日                |
|          | 4        | 22         | 2014年9月25日                | 2015年5月14日                |
|          | 5        | 21         | 2015年9月24日                | 2016年5月12日                |
|          | 6        | 16         | 2017年1月26日                | 2017年5月18日                |
|          | 7        | 18         | 2017年10月5日                | 2018年4月19日                |
| トータル | トータル | 124        | 2012年4月5日 – 2018年4月19日 | 2012年4月5日 – 2018年4月19日 |

## 製作
2011年初頭、ションダ・ライムズが新作パイロットを企画中であることが発表された。2月、ケリー・ワシントンが主役にキャスティングされた。オリヴィア役が正式にワシントンに決まる以前にはガブリエル・ユニオンがオーディションに参加していた。同月にヘンリー・イアン・キュージックも主要キャストに加わった。2月28日、トニー・ゴールドウィンが大統領役に決定したことが発表された。

## 批評家の反応
Metacriticでは29件のレビューで加重平均値は64/100となっている。

## レイティング
| シーズン | タイムスロット (EST) | 話数 | 初回               | 初回              | 最終回        | 最終回            | テレビシーズン | 総合ランク | 18-49ランク | 平均視聴率 | Live + DVR視聴者数 |
| シーズン | タイムスロット (EST) | 話数 | 日付               | 視聴者数 （万人） | 日付          | 視聴者数 （万人） | テレビシーズン | 総合ランク | 18-49ランク | 平均視聴率 | Live + DVR視聴者数 |
| -------- | -------------------- | ---- | ------------------ | ----------------- | ------------- | ----------------- | -------------- | ---------- | ----------- | ---------- | ------------------ |
| 1        | 木曜 10:00 pm        | 7    | 2012年4月5日       | 7.33              | 2012年5月17日 | 7.33              | 2011–12        | #62        | #73         | 8.21       | 8.70               |
| 2        | 木曜 10:00 pm        | 22   | 2012年9月27日      | 6.74              | 2013年5月13日 | 9.12              | 2012–13        | #44        | #33         | 8.46       | 10.07              |
| 3        | 木曜 10:00 pm        | 18   | 2013年10月3日      | 10.52             | 2014年4月17日 | 10.57             | 2013–14        | #16        | #8          | 9.11       | 11.99              |
| 4        | 木曜 9:00 pm         | 22   | September 25, 2014 | 11.96             | May 14, 2015  | TBA               | 2014–15        | TBA        | TBA         | TBA        | TBA                |

## タイアップ曲
- Weather report/SCANDAL - WOWOWでの放送時のテーマ曲。アルバム「STANDARD」に収録。
- Ready to Love/杏里 - Dlifeでの吹き替え版放送時のエンディングテーマで、このドラマのために書き下ろした楽曲[21]。